# Börni
Börni, auch Börni Höhn genannt, ab 2014 Vava Voom, (* 11. August 1986 in Zürich; eigentlich Bernadette Höhn) ist eine Schweizer Sängerin. Sie nahm an der dritten Staffel der Castingshow MusicStar Anfang 2007 im Schweizer Fernsehen teil, in der sie im Halbfinale ausschied.

## Leben
Höhn nahm 2006 im Alter von 20 Jahren an der Casting-Show MusicStar des Schweizer Fernsehens teil und schied dort kurz vor dem Finale als Viertletzte aus. Trotz ihres Ausscheidens bekam sie einen Plattenvertrag bei Sony Music Entertainment, wo sie mit dem Produzenten Fred Herrmann an ihrem Debütalbum Fighter arbeitete, das am 4. April 2008 erschien. Durch diesen Vertrag musste sie die Band Evergreen verlassen, bei der sie Sängerin war. Das zweite Album Plan B erschien 2010. Anschliessend erfolgte die Trennung von Sony Music Entertainment.
Seit 2010 lebt Höhn in den USA, zunächst in New York, anschliessend in Los Angeles. Sie hat zusammen mit US-Sänger Sean Kingston im August 2014 den Popsong «Supersonic» veröffentlicht. Die Agentur Link Management and Production hat Höhn unter dem Namen Vava Voom unter Vertrag genommen.
Neben dem Singen arbeitet Höhn als Informatikerin.

## Diskografie

### Alben
- Fighter
- Plan B

### EPs
- Yeah we cool

### Singles
- Scream My Name
- Trails of Troubles
- A Little Bit (Of Your Love)
- Too Much
- Stop Stop Shake it Up
- Genau jetzt (feat. Marcus Aurelius)